# Cryptaspidia pilosa
Cryptaspidia pilosa är en insektsart som beskrevs av William D. Funkhouser. Cryptaspidia pilosa ingår i släktet Cryptaspidia och familjen hornstritar. Inga underarter finns listade i Catalogue of Life.